# Heinrich Ekkehard Wolff
Heinrich Ekkehard Wolff (* 25. August 1944 in Stolp, Pommern) ist ein deutscher Afrikanist und Linguist. Er ist emeritierter Professor für Afrikanistik der Universität Leipzig. Wolff hat insbesondere zu tschadischen Sprachen geforscht und publiziert.

## Leben
Nach dem Abitur am Katharineum zu Lübeck 1964 studierte er von 1964 bis 1972 an der Universität Hamburg (Hauptfach: Afrikanische Linguistik; Nebenfächer: Allgemeine Linguistik, Ethnologie; andere Fächer: Soziologie, Finnougristik). Er war ein akademischer Schüler von Johannes Lukas. Nach der Promotion in Hamburg 1972 (Die Verbalphrase des Laamang (Nordostnigeria). Eine Studie zur Morphologie tschadischer Sprachen) erhielt er ein dreijähriges DFG-Stipendium, das ihm 1973–74 Feldforschung in Nigeria ermöglichte. Von 1976 bis 1983 hatte er eine Stelle als wissenschaftlicher Assistent am Seminar für Afrikanische Sprachen und Kulturen in Hamburg. 
Nach der Habilitation 1980 ebenda (A grammar of the Lamang language) ging er für zwei Jahre als DAAD-finanzierter Senior Lecturer für Linguistik des Hausa und der tschadischen Sprachen an die University of Maiduguri im Nordosten Nigerias. Ab 1981 lehrte er als Privatdozent, ab 1983 als (außerordentlicher) Professor für Afrikanische Sprachen und Kulturen an der Universität Hamburg. Von 1986 bis 1989 lehrte er, erneut im Auftrag des DAAD, als Maître de conférences an der Université Abdou Moumouni in der nigrischen Hauptstadt Niamey. 
Wolff wurde 1994 als ordentlicher  Professor für Afrikanistik an die Universität Leipzig berufen. Nach seiner Emeritierung 2009 führten ihn Gastprofessuren u. a. an die Adama Science and Technology University in Adama (Äthiopien) (2011–2013), die Rhodes University in Grahamstown/Makhanda (Südafrika), die Universität Helsinki und die University of the Western Cape in Kapstadt.

## Schriften (Auswahl)
- Sprachkunst der Lamang. Stil, Bedeutung und poetische Dimension in zwei Genres oral tradierter Ein-Satz-Literatur. Glückstadt 1980, ISBN 3-87030-048-1.
- A grammar of the Lamang language (Gwàd Làmán). Glückstadt 1983, ISBN 3-87030-063-9.
- mit Hilke Meyer-Bahlburg: Afrikanische Sprachen in Forschung und Lehre. 75 Jahre Afrikanistik in Hamburg (1909–1984). Berlin 1986, ISBN 3-496-00828-8.
- Referenzgrammatik des Hausa. Zur Begleitung des Fremdsprachenunterrichts und zur Einführung in das Selbststudium. Münster 1993, ISBN 3-89473-334-9.